# فهد سعد العبد الله الصباح
الشيخ فهد سعد العبدالله الصباح (مواليد 11 نوفمبر 1960) سياسي كويتي ، مستشار بالديوان الأميري خلال الفترة 13 مارس 2001 حتى 30 يناير 2021 وهو الإبن الذكر الوحيد للشيخ سعد العبدالله السالم الصباح أمير دولة الكويت الأسبق من زوجته الشيخة لطيفة الفهد السالم الصباح. 

## عن حياته
ولد في الكويت في يوم الجمعة 11 نوفمبر 1960 وتخرج من قسم العلوم السياسية في جامعة الكويت.
في 13 مارس 2001 صدر مرسوماً بتعيينه مستشاراً بالديوان الأميري بدرجة وزير  وشغل المنصب حتى 30 يناير 2021 بعد صدور مرسوم بإنهاء العمل بالمراسم الصادرة بالتعيين بدرجة وزير إعتباراً من 31 يناير 2021 لمن تجاوزت مدة تعينه بهذه الدرجة أكثر من أربع سنوات. 

## حياتة العائلية
بعام 1987 تزوج من منال محمد الوزان، وولديهما:
- عبدالله
- خالد
- جابر
- سعد
- محمد
- خديجة